# Doble Bragado de 2009
La 74ª edición de la Doble Bragado se disputó desde el 1 hasta el 8 de febrero de 2009, constó de un prólogo y 7 etapas de las cuales una fue contrarreloj individual con una distancia total acumulada de 1.081,7 kilómetros.
El ganador fue el joven salteño Daniel Díaz del Sindicato de Empleados Públicos de San Martín, quien se impuso por primera vez en la clasificación general con solo 19 años, fue escoltado en el podio por Fernando Antogna del Ciudad del Chivilcoy y el tercero fue el veterano campeón olímpico de Madison Juan Curuchet de 44 años de edad perteneciente al equipo Municipalidad de Tres de Febrero.

## Ciclistas participantes
Participaron 89 ciclistas, distribuidos en 10 equipos integrados como máximo por 9 corredores cada uno, de los cuales 9 equipos eran argentinos y uno uruguayo.
Finalizaron 72 ciclistas.

#### Equipos
| Municipalidad de 3 de Febrero | Ciudad de Chivilcoy | Club Ciclista Bragado |
| - 1. Juan Curuchet - 2. Gerardo Fernández - 3. Juan Gaspari - 4. Germán López - 5. Gabriel Richard - 6. Martín Hernández - 7. Ignacio Pereyra - 8. Lucas Labatte - 9. Mauro Agostini                              | - 11. Fernando Antogna - 12. Pedro Prieto - 13. Armando Borrajo - 14. Oscar Sigura - 15. Gustavo Toledo - 16. Marcos Crespo - 17. Emilio San Martín - 18. Carlos Corti - 19. Daniel Mosler   | - 21. Sebastián Cancio - 22. Roberto Prezioso - 23. Agustín Freiser - 24. Guillermo Brunetta - 25. Matías Sayal - 26. Matías Sassone - 27. Matías Torres - 28. Mauricio Muller - 29. Jorge Fidalgo                  |
| Virgen de Fátima | S.E.C. San Martín | Agrícola Noroeste |
| - 31. Claudio Flores - 32. Luciano Montivero - 33. Darío Díaz - 34. Pedro González - 35. Sergio Montivero - 36. Fernando Escuela - 37. Pablo Brum - 38. Ariel Mengual - 39. Javier Salas                          | - 41. Adrián Gariboldi - 42. Raúl Turano - 43. Cristian Clavero - 44. Román Mastrángelo - 45. Elias Pereyra - 46. Daniel Díaz - 47. Roberto Oviedo - 48. Braulio González - 49. Martín Boldú | - 51. Alberto Selvini - 52. Herminio Suárez - 53. Jesús Patalagoytía - 54. Pablo Cianci - 55. Juan Iros - 56. Luciano Marcantonio - 57. Luis Bertoglio - 58. Leonel Svilicich - 59. Ricardo Ciancio                 |
| Italomat | Cicles Club Bragado | Ciudad de La Plata |
| - 61. Javier Fernández - 62. Raúl Flores - 63. Gustavo Bersoni - 64. Enrique Tévez - 65. Angel Godano - 66. Juan Pablo Blanco - 67. Martín Flores - 68. Federico Villalta - 69. Héctor Tourn                      | - 71. Aldo Expósito - 72. Javier Bravo - 73. Jonatan Iturrat - 74. Juan Norvis - 75. Sebastián Tolosa - 76. Luis Tolosa - 77. Pablo Castro - 78. Federico Gómez                              | - 81. Mauricio Frazer - 82. Cristian León - 83. Lucas Lopardo - 84. Franco Lopardo - 85. César Muñoz - 86. Fernando Cruz Robledo - 87. Pablo De la Barrera - 88. Gonzalo Pérez Tagliabué - 89. Luis Saavedra Ocampo |
| C. C. Fénix | | |
| - 91. Marcelo De los Santos - 92. Néstor Aquino - 93. Cristian Villanueva - 94. Nicolás Ortus - 95. Ricardo Guedes - 96. Sebastián Quiroga - 97. Alfredo Parraga - 98. Pedro Solano (español) - 99. José Miraglia | | |

## Etapas
| Etapa   | Fecha        | Recorrido               | km        | Ganador              | Líder             |
| Prólogo | 1 de febrero | Caseros                 | 5,4(CRE)  | S.E.C. de San Martín | Román Mastrangelo |
| 1ª      | 2 de febrero | Caseros - Mercedes      | 135       | Elias Pereyra        | Elias Pereyra     |
| 2ª      | 3 de febrero | Mercedes - Chacabuco    | 171       | Fernando Antogna     | Elias Pereyra     |
| 3ª      | 4 de febrero | Chacabuco - Pergamino   | 177       | Daniel Díaz          | Daniel Díaz       |
| 4ª      | 5 de febrero | Circuito en Pergamino   | 106,4     | Sergio Montivero     | Daniel Díaz       |
| 5ª      | 6 de febrero | Pergamino - Bragado     | 186       | Daniel Díaz          | Daniel Díaz       |
| 6ª A    | 7 de febrero | Bragado                 | 16,9(CRI) | Fernando Antogna     | Fernando Antogna  |
| 6ª B    | 7 de febrero | Circuito en Bragado     | 88        | Juan Gaspari         | Fernando Antogna  |
| 7ª      | 8 de febrero | Bragado - Pablo Podestá | 196       | Juan Curuchet        | Daniel Díaz       |

## Clasificación final
| Posición | Ciclista           | Equipo                           | Tiempo      |
| -------- | ------------------ | -------------------------------- | ----------- |
|          | Daniel Díaz        | S.E.C. de San Martín             | 24 h 35'49" |
| 2        | Fernando Antogna   | Ciudad de Chivilcoy              | + 5"        |
| 3        | Juan Curuchet      | Municipalidad de Tres de Febrero | + 22"       |
| 4        | Román Mastrángelo  | S.E.C. de San Martín             | +           |
| 5        | Pablo Brun         | Virgen de Fátima                 | +           |
| 6        | Sebastián Cancio   | Club Ciclista Bragado            | +           |
| 7        | Ignacio Pereyra    | Municipalidad de Tres de Febrero | +           |
| 8        | Mauro Agostini     | Municipalidad de Tres de Febrero | +           |
| 9        | Elías Pereyra      | S.E.C. de San Martín             | +           |
| 10       | Jesús Patalagoytía | Ciudad de Bragado                | +           |